# Raiatea
Raiatea (tiếng Tahiti: Raꞌiātea), tên cũ là Havai‘i, còn được gọi là Uliétéa (một tên gọi lỗi thời được sử dụng vào thế kỷ 19), là hòn đảo lớn thứ hai của quần đảo Société (Polynésie thuộc Pháp), chỉ xếp sau đảo Tahiti. Raiatea được mệnh danh là The birthplace of lands (tạm dịch: "vùng đất khai sáng") của Polynesia cổ đại, là nơi diễn ra những cuộc di cư đến quần đảo Hawaii, New Zealand và nhiều hòn đảo khác ở Polynesia.

## Địa lý
Với tổng diện tích khoảng 175 km², Raiatea là hòn đảo lớn nhất trọng cụm Leeward, và lớn thứ hai của quần đảo Société sau Tahiti. Raiatea và đảo Tahaa ở phía bắc có chung một đầm phá do cùng được bao quanh bởi một rạn san hô viền bờ. Đỉnh núi cao nhất trên đảo có chiều cao đo được ước tính khoảng 1.017 m.
Tính đến thời điểm hiện tại, có trên 12.000 cư dân sống trên đảo Raiatea. Đảo được chia thành 3 xã: Uturoa, Taputapuatea và Tumaraa.